# Галеандра
Галеандра (лат. Galeandra) — род многолетних эпифитных и литофитных травянистых растений семейства Орхидные.
Аббревиатура родового названия в промышленном и любительском цветоводстве — Gal.
В настоящее время род насчитывает около 40 видов, большая часть видов произрастает в тропиках Америки, из них около половины в Бразилии, один вид обитает в Юго-Восточной Азии.

## Синоним
По данным Королевских ботанических садов в Кью.
- Corydandra Rchb., 1841

## Этимологияи история описания
Название рода Galeandra происходит от латинского «galea» — шлем, и греческого «andros» — мужской.

## Биологическое описание
Симподиальные растения от миниатюрных до средних размеров. 

Псевдобульбы округлые или веретеновидные. 
Листья обычно ланцетовидные. 
Соцветия апикальные, кистеобразные.

Цветки разнообразной окраски, имеют хорошо выраженный шпорец. 
 Поллиниев — 2.

## Виды

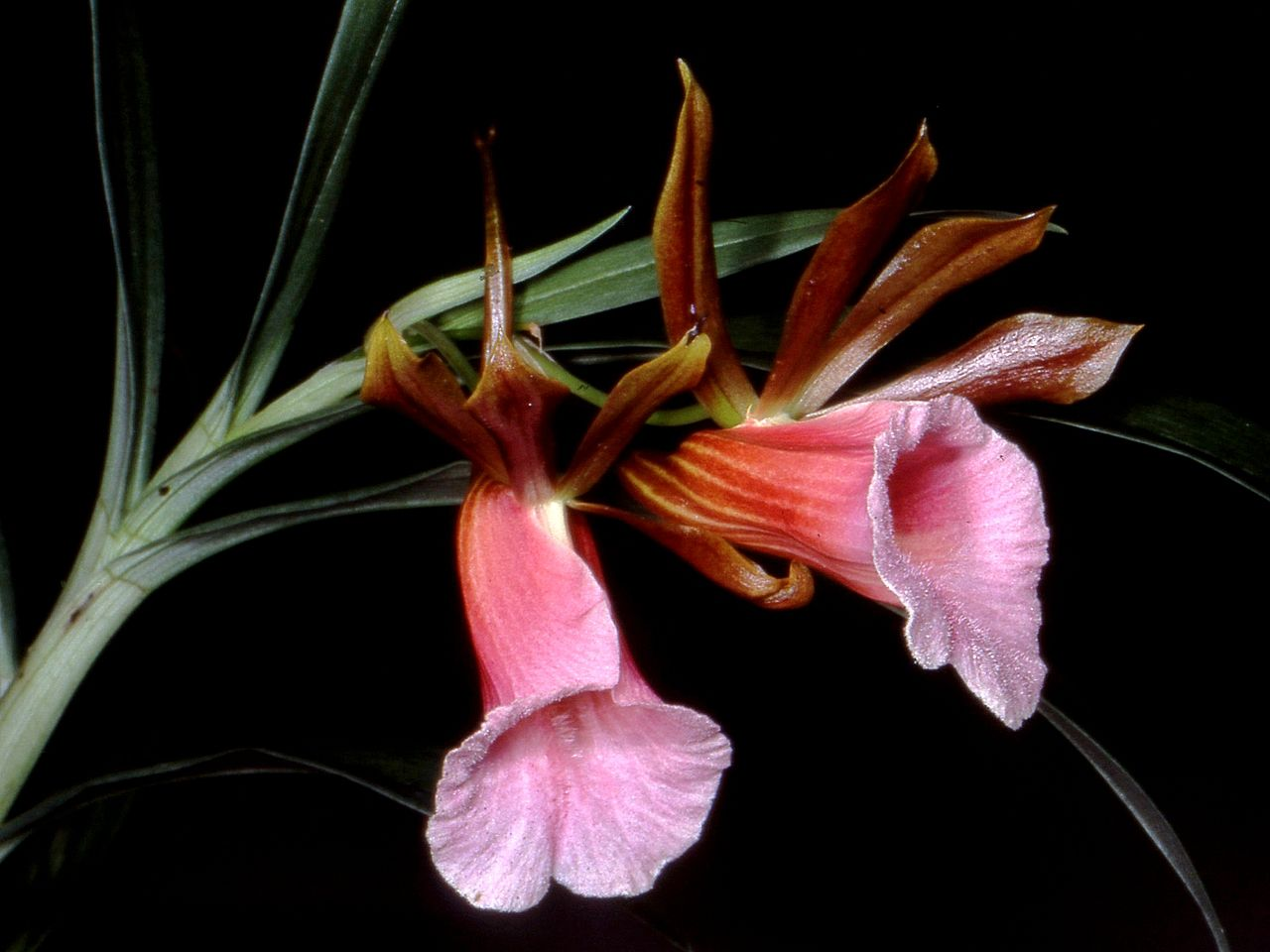
Galeandra stangeana

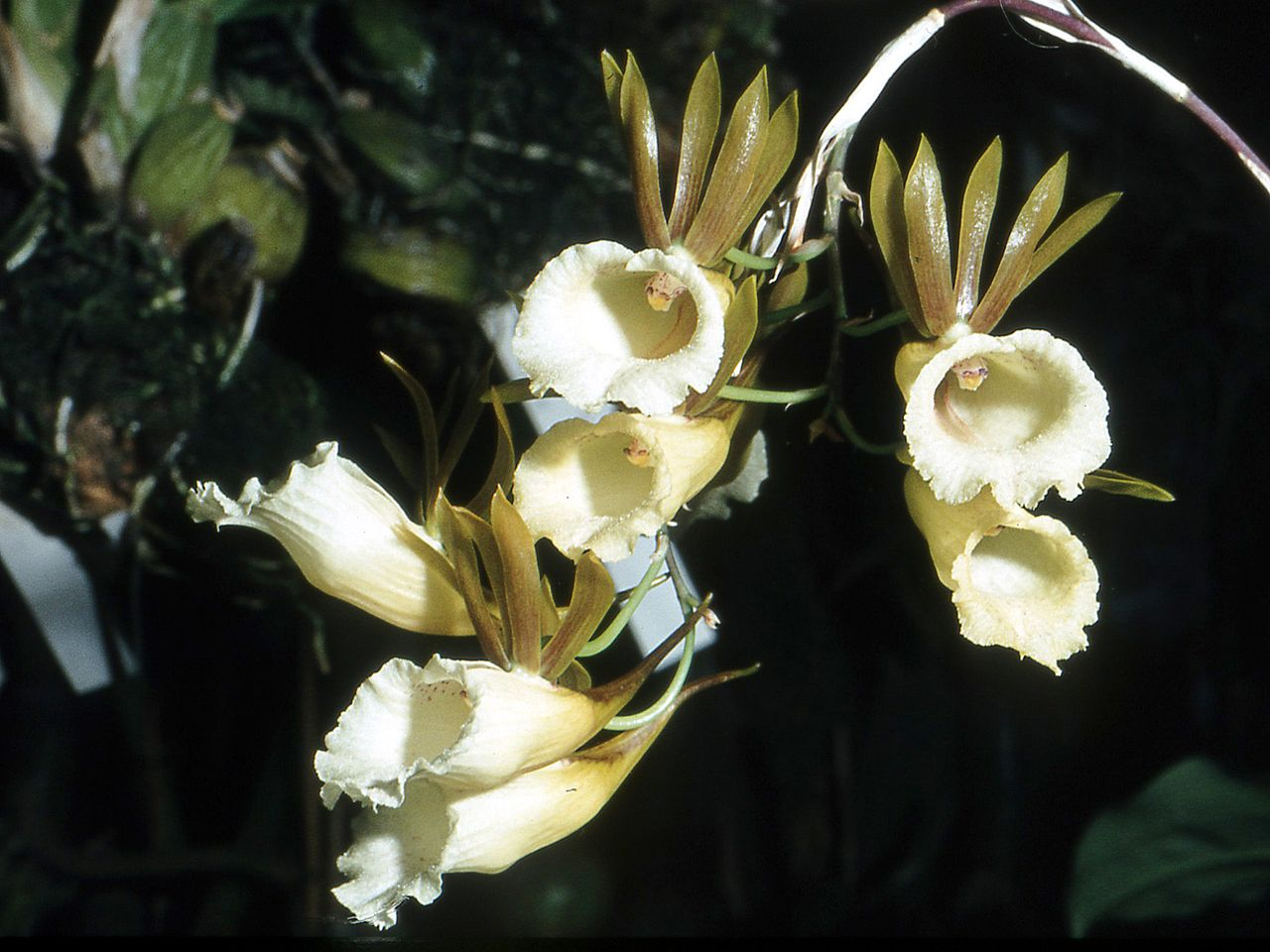
Galeandra lacustris

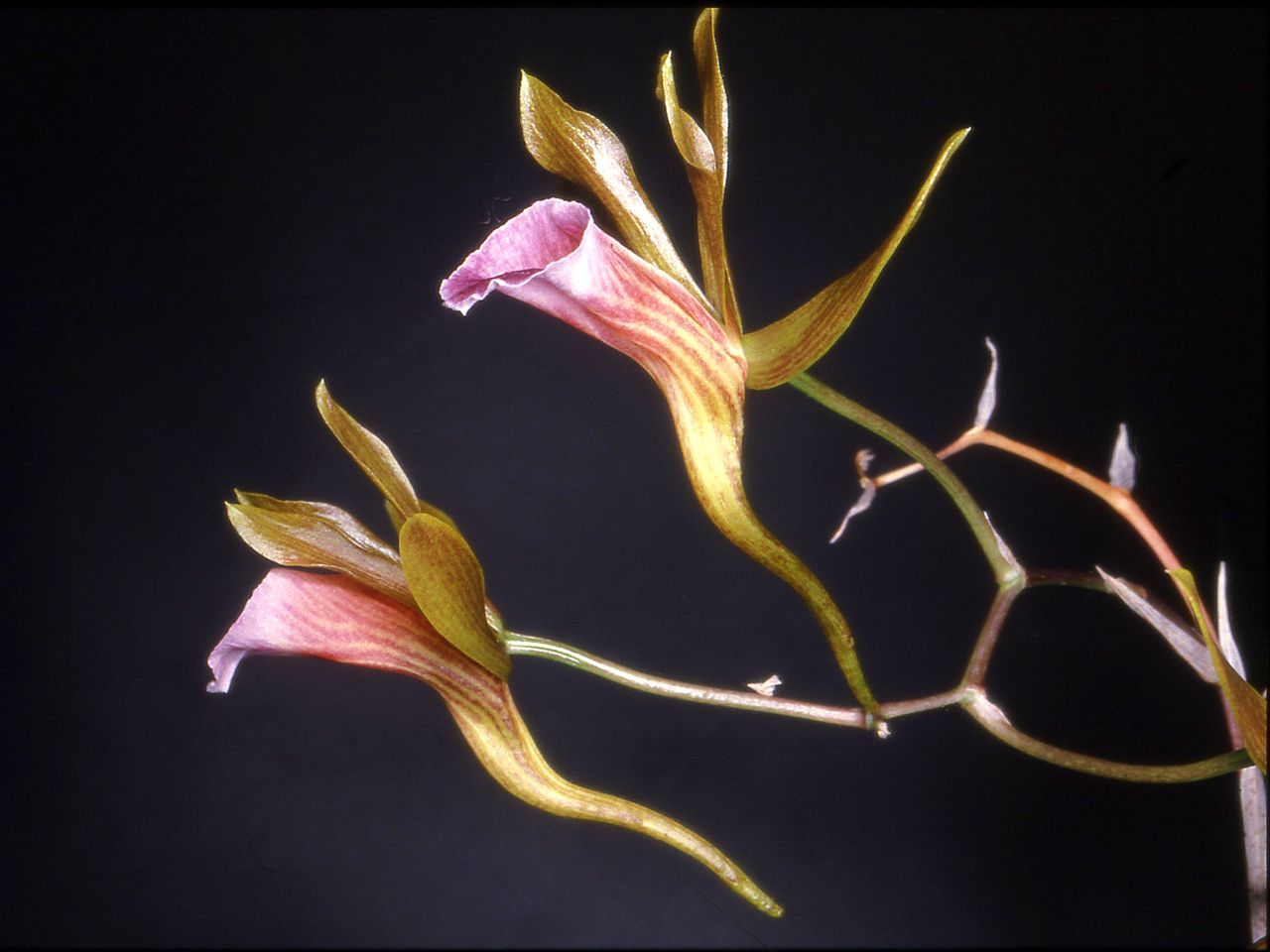
Galeandra dives

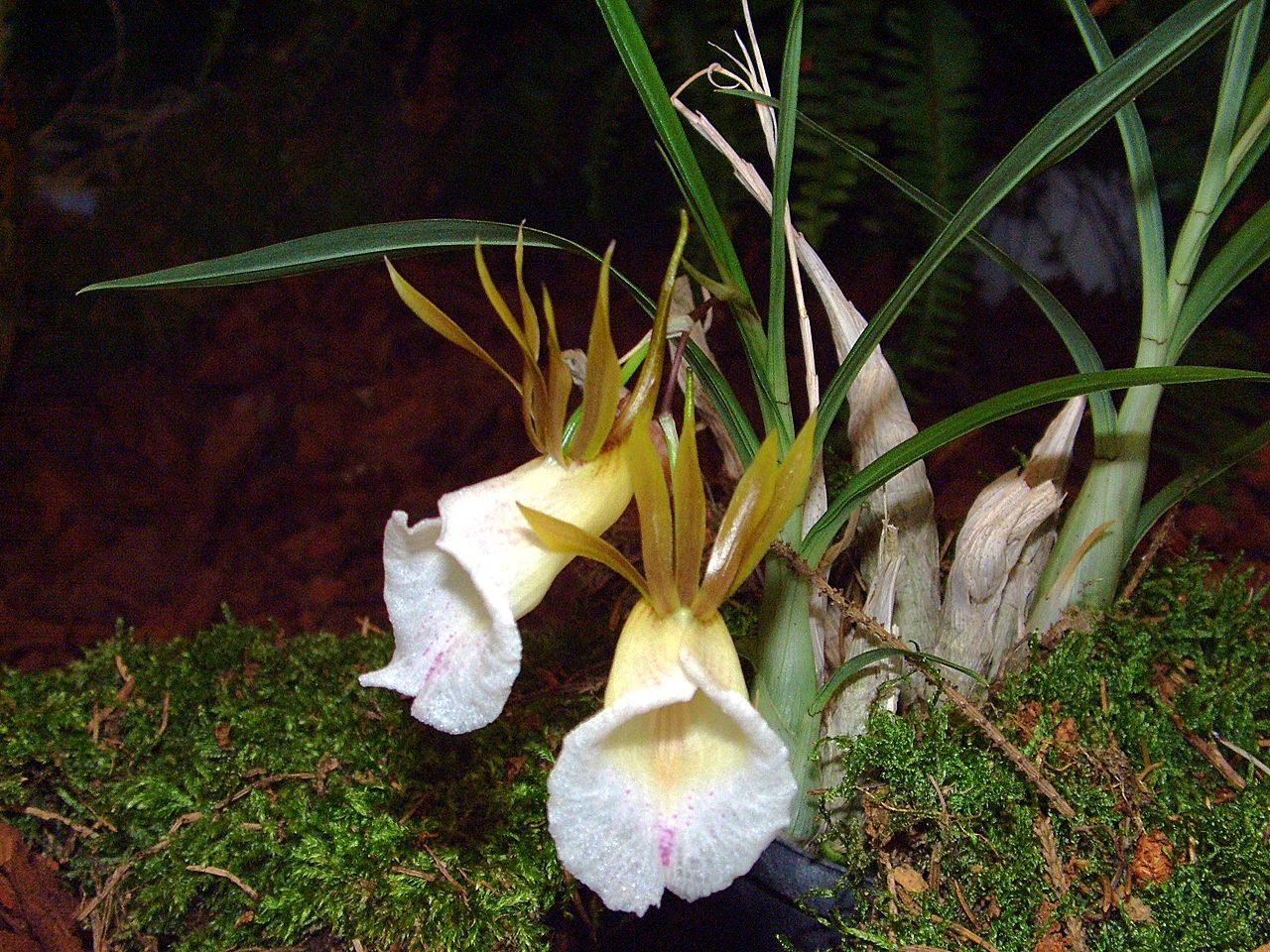
Galeandra baueri

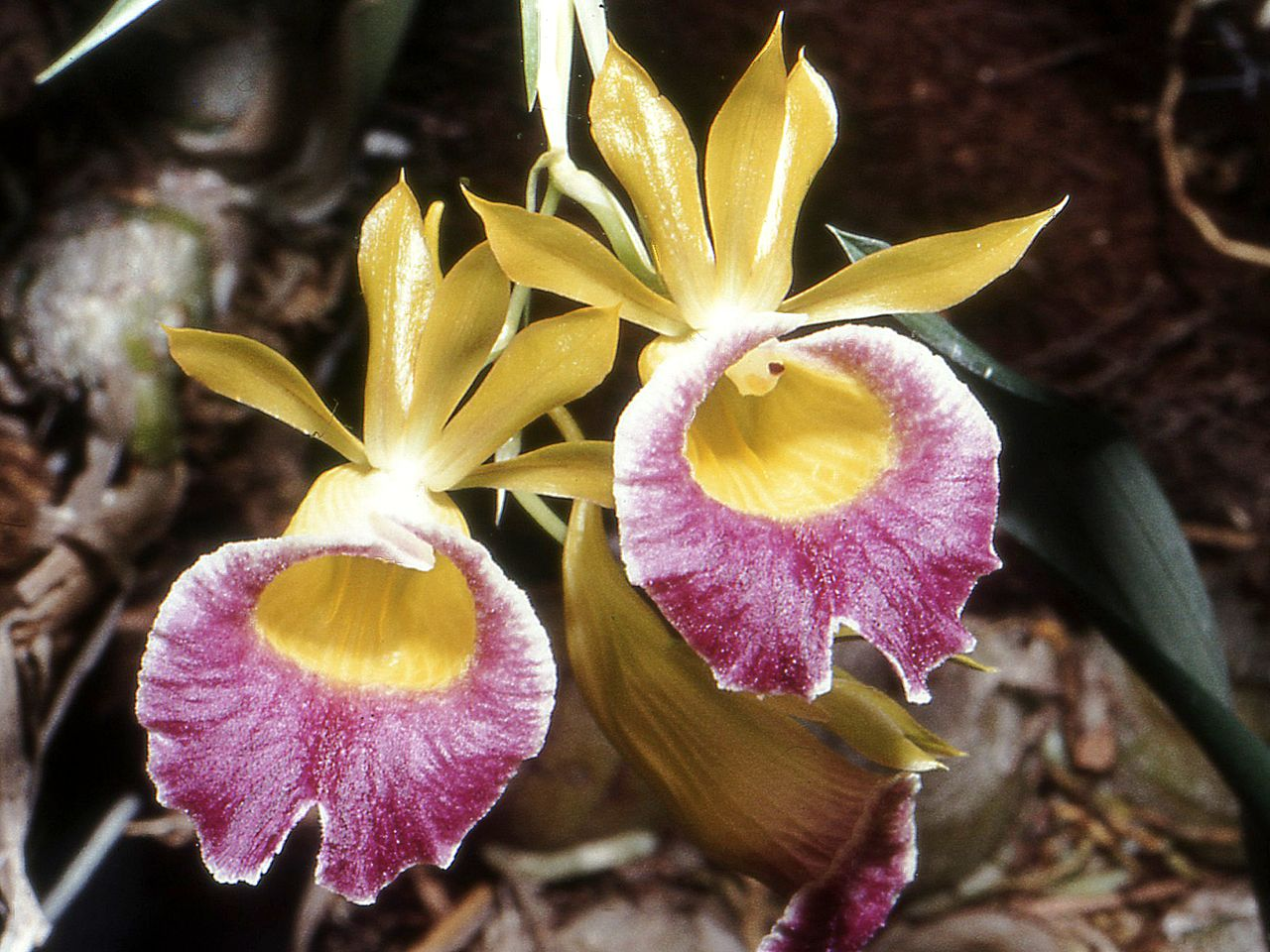
Galeandra batemanii

По информации базы данных The Plant List, род включает 39 видов:
- Galeandra andamanensis Rolfe
- Galeandra arundinis Garay & G.A.Romero
- Galeandra badia Garay & G.A.Romero
- Galeandra barbata Lem.
- Galeandra batemanii Rolfe
- Galeandra baueri Lindl.
- Galeandra beyrichii Rchb.f.
- Galeandra bicarinata G.A.Romero & P.M.Br.
- Galeandra biloba Garay
- Galeandra camptoceras Schltr.
- Galeandra carnevaliana G.A.Romero & Warford
- Galeandra chapadensis Campacci
- Galeandra claesii Cogn.
- Galeandra curvifolia Barb.Rodr.
- Galeandra devoniana M.R.Schomb. ex Lindl.
- Galeandra dives Rchb.f. & Warsz.
- Galeandra duidensis Garay & G.A.Romero
- Galeandra graminoides Barb.Rodr.
- Galeandra greenwoodiana Warford
- Galeandra harveyana Rchb.f.
- Galeandra huebneri Schltr.
- Galeandra hysterantha Barb.Rodr.
- Galeandra junceoides Barb.Rodr.
- Galeandra lacustris Barb.Rodr.
- Galeandra lagoensis Rchb.f. & Warm.
- Galeandra leptoceras Schltr.
- Galeandra levyae Garay
- Galeandra macroplectra G.A.Romero & Warford
- Galeandra magnicolumna G.A.Romero & Warford
- Galeandra minax Rchb.f.
- Galeandra multifoliata W.Zimm.
- Galeandra nivalis Mast.
- Galeandra paraguayensis Cogn.
- Galeandra pilosocolumna (C.Schweinf.) D.E.Benn. & Christenson
- Galeandra santarena S.H.N.Monteiro & J.B.F.Silva
- Galeandra schunkii V.P.Castro & Chiron
- Galeandra stangeana Rchb.f.
- Galeandra styllomisantha (Vell.) Hoehne
- Galeandra xerophila Hoehne

## Охрана исчезающих видов

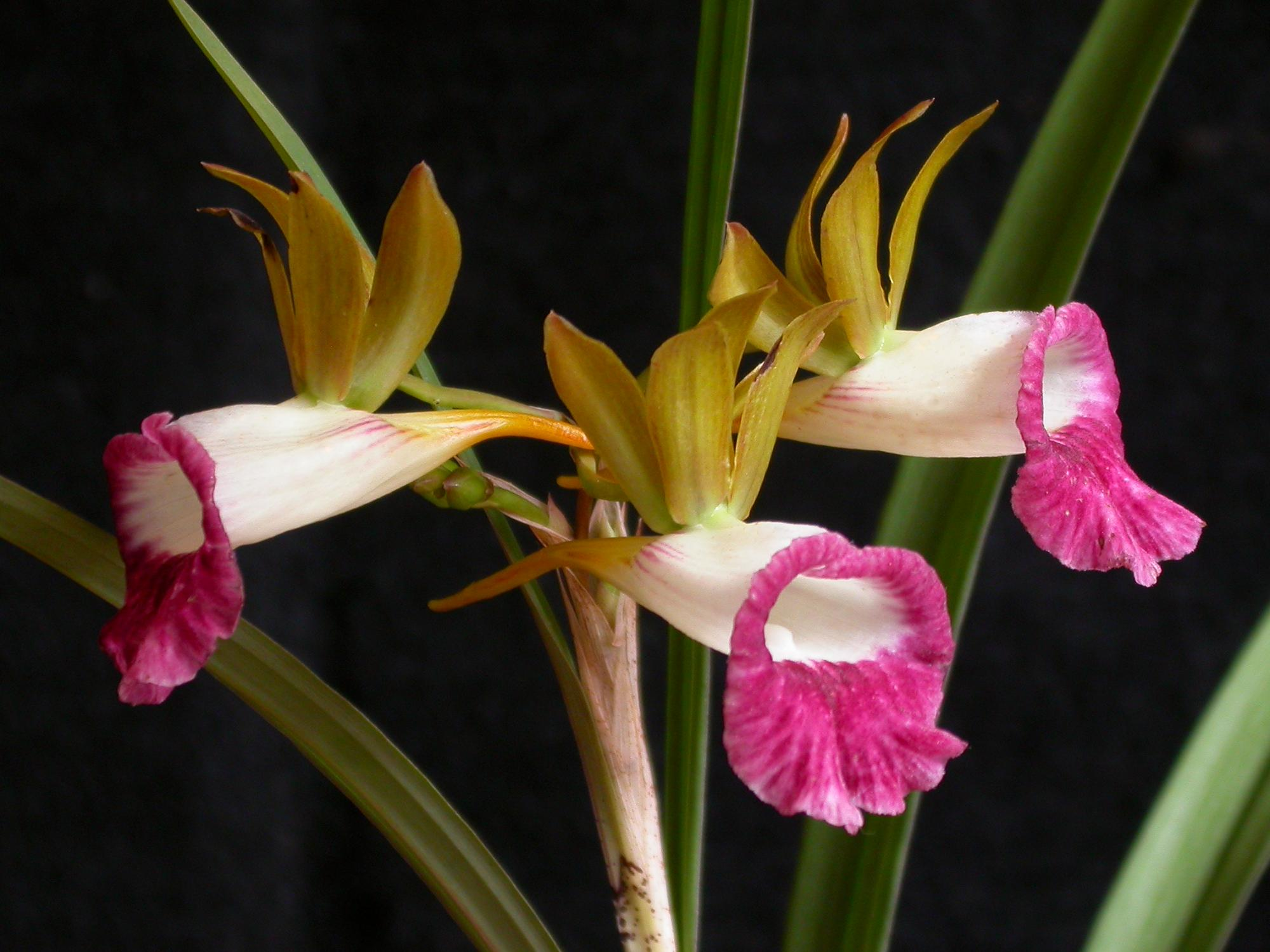
Galeandra minax

Все виды рода Galeandra входят в Приложение II Конвенции CITES. Цель Конвенции состоит в том, чтобы гарантировать, что международная торговля дикими животными и растениями не создаёт угрозы их выживанию. 
Приложение включает все виды, которые в данное время хотя и не обязательно находятся под угрозой исчезновения, но могут оказаться под такой угрозой, если торговля образцами таких видов не будет строго регулироваться в целях недопущения такого использования, которое несовместимо с их выживанием; а также другие виды, которые должны подлежать регулированию для того, чтобы над торговлей образцами некоторых видов из первого списка мог быть установлен эффективный контроль.

## В культуре
Температурная группа — от холодной до теплой в зависимости от экологии вида.
Посадка на блок, в пластиковые или керамические горшки, корзинки для эпифитов. Большинство видов не переносят застоя влаги в корнеобитаемой зоне.
Отдельные представители рода используются в гибридизации.

## Искусственныегибриды(грексы) с участием представителей рода Galeandra
По данным The International Orchid Register.
- Catasandra Jem’s Imperial Gal — Gal. batemanii x Ctsm. pileatum, G.Monnier, 2003
- Galeodes Freckles — Gal. devoniana x Morm. sinuata, Mrs R.Levy, 2002
- Galeandra Lauren Michelle Moses — Gal. baueri x Gal. leptoceras, J.Stubbings, 2008
- Galeandra Karen Lewis — Gal. devoniana x Gal. claesii, J.Stubbings, 2007
- Galeandra Sarah Moses — Gal. Sandy Stubbings x Gal. devoniana, J.Stubbings, 2006
- Galeandra Kelly Stubbings — Gal. dives x Gal. leptoceras, Clown Alley Orch., 2006
- Galeandra Clownalley Center Ring — Gal. Beth Stubbings x Gal. Gary Chanson, J.Stubbings, 2000
- Galeandra Clownalley Straightup — Gal. Sandy Stubbings x Gal. dives, J.Stubbings, 2000